# جون إدوارد مورتون
جون إدوارد مورتون (بالإنجليزية: John Edward Morton)‏ هو عالم حيوانات وأحيائي نيوزيلندي، ولد في 1 أبريل 1924، وتوفي في 6 مارس 2011.